# Givi Nodia
Givi Nodia, gruzínsky გივი ნოდია (2. ledna 1948 Kutaisi – 7. dubna 2005 Tbilisi) byl gruzínský fotbalista, útočník, jenž reprezentoval někdejší Sovětský svaz. Po skončení aktivní kariéry působil jako trenér. Zemřel na infarkt myokardu.

## Fotbalová kariéra
V nejvyšší soutěži Sovětského svazu hrál za Torpedo Kutaisi, Dinamo Tbilisi a Lokomotiv Moskva. Nastoupil ve 315 ligových utkáních a dal 93 gólů. V Poháru UEFA nastoupil v 8 utkáních a dal 5 gólů. Za reprezentaci Sovětského svazu nastoupil v letech 1967-1973 v 21 utkáních a dal 5 gólů. Byl členem reprezentace Sovětského svazu na mistrovství Evropy ve fotbale 1968, ale v zápase nenastoupil, na mistrovství světa ve fotbale 1970 nastoupil v 1 utkání a na mistrovství Evropy ve fotbale 1972 nastoupil také v 1 utkání a získal s týmem stříbrnou medaili za 2 místo. V roce 1970 byl nejlepším střelcem sovětské ligy.

## Ligová bilance
| Ročník                               | Zápasy | Góly | Klub             |
| ------------------------------------ | ------ | ---- | ---------------- |
| Sovětská fotbalová Vysšaja liga 1965 | 5      | 0    | Torpedo Kutaisi  |
| Sovětská fotbalová Vysšaja liga 1966 | 31     | 9    | Torpedo Kutaisi  |
| Sovětská fotbalová Vysšaja liga 1967 | 35     | 13   | Dinamo Tbilisi   |
| Sovětská fotbalová Vysšaja liga 1968 | 25     | 6    | Dinamo Tbilisi   |
| Sovětská fotbalová Vysšaja liga 1969 | 30     | 10   | Dinamo Tbilisi   |
| Sovětská fotbalová Vysšaja liga 1970 | 27     | 17   | Dinamo Tbilisi   |
| Sovětská fotbalová Vysšaja liga 1971 | 22     | 7    | Dinamo Tbilisi   |
| Sovětská fotbalová Vysšaja liga 1972 | 28     | 8    | Dinamo Tbilisi   |
| Sovětská fotbalová Vysšaja liga 1973 | 20     | 11   | Dinamo Tbilisi   |
| Sovětská fotbalová Vysšaja liga 1974 | 21     | 3    | Dinamo Tbilisi   |
| Sovětská fotbalová Vysšaja liga 1975 | 3      | 0    | Dinamo Tbilisi   |
| Sovětská fotbalová Vysšaja liga 1976 | 24     | 4    | Lokomotiv Moskva |
| Sovětská fotbalová Vysšaja liga 1977 | 27     | 5    | Lokomotiv Moskva |
| Sovětská fotbalová Vysšaja liga 1978 | 17     | 0    | Lokomotiv Moskva |
| CELKEM 1. liga                       | 315    | 93   |                  |

## Trenérská kariéra
Na klubové úrovni trénoval Torpedo Kutaisi, Merani-91 Tbilisi a FC Dinamo Tbilisi.